# Distrito de Stollberg
El Distrito de Stollberg (en alemán: Landkreis Stollberg) era un Landkreis (distrito) ubicado al oeste del land (estado federado) de Sajonia, en Alemania). Limitaba al nordeste  con la ciudad independiente (kreisfreie Stadt) de Chemnitz, al este con el distrito de los Montes Metálicos Centrales, al sudeste con el distrito de Annaberg, al sur con el distrito de Aue-Schwarzenberg, al oeste con la Comarca de Zwickau y al noroeste con el distrito de la Comarca de Chemnitz. La capital del distrito era la ciudad de Stollberg/Erzgeb.
Él distrito fue establecido por primera vez en 1910, disuelto en 1950, reconstituido en 1952 y ampliado en 1994, hasta que el 1 de agosto de 2008, en el marco de una nueva reforma de los distritos de Sajonia, desapareció para integrarse en el nuevo distrito de los Montes Metálicos.

## Composición del distrito
(Número de habitantes a 30 de junio de 2006)
| Ciudades 1. Lugau/Erzgeb. (7.581) 2. Oelsnitz/Erzgeb. (12.510) 3. Stollberg/Erzgeb. (12.602) 4. Thalheim/Erzgeb. (7.393) 5. Zwönitz (11.657) | Municipios 1. Auerbach (2.951) 2. Burkhardtsdorf (6.878) 3. Erlbach-Kirchberg (1.829) 4. Gornsdorf (2.258) 5. Hohndorf (3.968) 6. Hormersdorf (1.608) 7. Jahnsdorf/Erzgeb. (5.983) 8. Neukirchen/Erzgeb. (7.369) 9. Niederdorf (1.374) 10. Niederwürschnitz (2.957) |